# جاست ایت تیکوی
جاست ایت تیکوی (انگلیسی: Just Eat Takeaway) شرکت خدمات غذایی هلندی است، که در سال ۲۰۰۰ تأسیس شد.
این شرکت حامی مالی جام ملت های اروپا ۲۰۲۰ (یورو ۲۰۲۰) است.